# Apicomplex
Els apicomplexos (Apicomplexa) són un extens grup de cromalveolats caracteritzat per la presència d'un orgànul únic anomenat complex apical. Són unicel·lulars, formen espores i són exclusivament paràsits d'animals. Les estructures mòbils tals com els flagels o pseudòpodes estan absents excepte en certes etapes dels gàmetes. És un grup divers incloent a organismes com Coccidiasina, Gregarinasina, Piroplasmida, Haemogregarina i Plasmodiidae. Algunes malalties causades per aquests organismes són:
- Malària (Plasmodium)
- Babesiosi (Babesia)
- Coccidiosi, incloent:
  - Criptosporidiosi (Cryptosporidium parvum)
  - Ciclosporosi (Cyclospora cayetanensis)
  - Toxoplasmosi (Toxoplasma gondii)
  - Isosporiasi (Isospora belli)

La majoria dels seus membres té un cicle vital complex, implicant reproducció asexual i sexual. Normalment un hostatger es contamina ingerint quists, que es divideixen per produir els esporozous que entren en les cèl·lules. Les cèl·lules rebenten, alliberant merozoits que infecten noves cèl·lules. Això pot ocórrer diverses vegades, fins que produeixen gametocits, que donen lloc a gàmetes que es fusionen per crear quists nous. Hi ha moltes variacions en aquest patró bàsic, però, i molts apicomplexos tenen més d'un hoste.
El complex apical és un orgànul situat en una punta de la cèl·lula que inclou les vesícules anomenades roptries i micronemes, que s'obren en la part anterior de la cèl·lula. Aquestes secreten els enzims que permeten al paràsit entrar en altres cèl·lules. L'extremitat està envoltada per una banda de microtúbuls, anomenada anillo polar, i entre els Conoidasida hi ha també con truncat (embut) de fibril·les anomenat conoide. Sobre la resta de la cèl·lula, a excepció d'una petita boca anomenada microporus, la membrana es recolza en les vesícules anomenades alvèols, formant una estructura semirígida.
La presència d'alvèols i d'altres característiques col·loquen els apicomplexos en el grup dels alveolats. Diversos flagel·lats relacionats com els Perkinsus i Colpodella tenen estructures similars a l'anell polar i varen ser inclosos abans en aquest grup, però ara sembla que són parents més propers als dinoflagel·lats. Són probablement similars a l'avantpassat comú d'ambdós grups.
Una altra semblança amb els dinoflagel·lats, és que les cèl·lules dels apicomplexos contenen un sol plast, anomenat apicoplast, envoltat per tres o quatre membranes. Es pensa que la seva funció inclou la síntesi de lípids, que sembla que és necessària per a la seva supervivència. Es considera generalment que comparteixen un origen comú amb els cloroplasts dels dinoflagel·lats, encara que alguns estudis suggereixen que es deriven en última instància d'algues verdes en comptes de les algues vermelles.
Els apicomplexos abasten un grup d'organismes que abans eren classificats com a esporozous, paràsits sense flagels, pseudòpodes ni cilis. La major part dels apicomplexos són mòbils, però.
El grup dels apicomplexos inclou molts patògens importants per als éssers humans i animals domèstics. En contraste amb els bacteris patògens, aquests paràsits són eucarionts i comparteixen moltes rutes metabòliques amb els seus hostatgers. Això fa que el tractament terapèutic pugui arribar a ser extremadament difícil (una droga que faci mal al paràsit probablement també farà mal a l'hostatger). No hi ha actualment vacuna o tractament eficaços o disponibles per a la majoria de les malalties causades per aquests paràsits. La investigació biomèdica sobre els paràsits és difícil, ja que a vegades és impossible mantenir cultius vius del paràsit en el laboratori i manipular aquests organismes. Recentment, diverses espècies s'han seleccionat per seqüenciar el seu genoma. La disponibilitat d'aquestes seqüències genòmiques proporciona una nova oportunitat per aprendre més sobre l'evolució i la capacitat bioquímica d'aquests paràsits.